# Мезосомы

Схема, иллюстрирующая связь между фиксацией и образованием мезосом

Мезосо́мы (англ. mesosome) — складки цитоплазматической мембраны бактерий, образующиеся при использовании химических методов фиксации во время подготовки образцов к электронной микроскопии. Хотя в 1960-е годы предполагалось естественное происхождение этих структур, они были признаны артефактами к концу 1970-х годов и в настоящее время большинством исследователей не считаются частью нормальной структуры бактериальных клеток.

## Ранние исследования
Складки клеточных мембран в грамположительных бактериях, которые подвергались химической фиксации в ходе пробоподготовки для электронной микроскопии, впервые увидели в 1953 году Джордж Чампан и Джеймс Хиллиер, которые назвали эти складки «периферическими тельцами» (англ. peripheral bodies). В 1959 году Дж. Робертсон назвал их мезосомами.
Поначалу считали, что мезосомы могут играть роль во многих клеточных процессах, таких как образование клеточной стенки при делении клетки, в удвоении ДНК, или выступают как сайты для окислительного фосфорилирования. Предполагалось, что мезосомы увеличивают поверхность клетки и участвуют в дыхании клетки, а также секреции. Их считали аналогами крист в митохондриях эукариот. Высказывались мнения, что мезосомы могут быть задействованы в фотосинтезе и вообще участвовать в компартментализации бактериальной клетки.

## Опровержение гипотезы
К концу 1970-х годов накопились данные, свидетельствующие, что мезосомы — это артефакты химической фиксации при подготовке препарата к электронной микроскопии и не встречаются в клетках, которые не подвергались химической фиксации. Когда к концу 1980-х годов получила распространение криофиксация при подготовке препаратов для электронной микроскопии, мнение о том, что мезосомы — артефакты пробоподготовки и не существуют в живых клетках, широко распространилось. Однако ряд учёных до сих пор утверждает, что мезосомы не во всех случаях являются артефактами.
Складки мембраны, похожие на мезосомы, иногда выявляются в бактериях, подвергшихся действию антибиотиков и антибактериальных пептидов (дефензинов). Появление мембранных складок в этих случаях может быть результатом химического повреждения мембраны клетки и/или клеточной стенки. Внутренние мембранные системы, не являющиеся мезосомами, есть лишь у фототрофных прокариот, нитрифицирующих и метаноокисляющих бактерий.
Вопрос гипотезы о существовании мезосом и её опровержения иногда рассматривают с точки зрения философии науки как пример опровержения научной идеи с развитием экспериментальных методов.